# Emerson Sheik
Emerson Sheik også kendt som Emerson (født 6. december 1978) er en brasiliansk fodboldspiller, der spiller angriber.
Emerson fik i 2008 tildelt statsborgerskab i Qatar, hvilket gjorde det muligt at spille for Qatars landshold.
Emerson har bl.a. spillet for den brasilianske klub Corinthians . Med Corinthians var Emerson med på holdet, der i 2012 vandt Verdensmesterskabet for klubhold i fodbold med en 1-0 sejr over Chelsea FC i finalen. 

## Qatars fodboldlandshold
| Qatars landshold | Qatars landshold | Qatars landshold |
| År               | Kmp              | Mål              |
| ---------------- | ---------------- | ---------------- |
| 2008             | 3                | 0                |
| Total            | 3                | 0                |